# Jumpei Arai (fotbollsspelare född 1989)
Jumpei Arai (新井 純平 Arai Jumpei?), född 22 juli 1989 i Ibaraki prefektur, är en japansk fotbollsspelare.
Arai började sin karriär 2013 i Giravanz Kitakyushu. 2017 flyttade han till AC Nagano Parceiro.